# Paramphibotettix multidentatus
Paramphibotettix multidentatus är en insektsart som först beskrevs av Hancock, J.L. 1915.  Paramphibotettix multidentatus ingår i släktet Paramphibotettix och familjen torngräshoppor. Inga underarter finns listade i Catalogue of Life.